# Rethel
Rethel è un comune francese di 8 103 abitanti situato nel dipartimento delle Ardenne nella regione del Grande Est, sede di sottoprefettura.

## Società

### Evoluzione demografica
Abitanti censiti